# Andreas Petri Amnelius
Andreas Petri Amnelius, född 1638 i Amnerstad, Västra Skedvi socken, död 1692 i Romfartuna socken, var skolmästare i Fellingsbro från 1668, komminister i Romfartuna socken från 1690 och psalmförfattare.
I den svenska psalmboken (1819) är han representerad med fyra psalmer, som var översättningar från tyska av Johann Qvirsfelds psalmer. Skåder, skåder... översattes till svenska 1690 och har bearbetats språkligt av Kristoffer Dahl 1809, Frans Michael Franzén 1814 och 1980 Jan Arvid Hellström.
Tre av psalmerna överfördes till 1937 års psalmbok, en bytte numrering till nr. 277 och en togs inte alls med 1937. I 1986 års psalmbok medtogs endast en av hans psalmer (nr 142) och då språkligt bearbetad och inledningen lyder Skåda, skåda nu här alla. Melodin till denna psalm är tonsatt av Thomas Ihre 1690.

### Psalmer[3]
- Haf god dag tu arga werld 1695 nr 271 Finns på Wikisource.
- Min Frelsare, hwad siälawe 1695 nr 155 Finns på Wikisource.
- O tu alla ondskos kiella 1695 nr 259  Finns på Wikisource.
- Skåder, skåder här nu alle 1695 nr 156 och 1986 nr 142

- Den svenska psalmboken 1819
  - 84 Min Frälsare, vad själave
  - 92 Skåder, skåder nu här alle
  - 179 O du bittra sorgekälla
  - 456 Far din väg, du onda värld